# Bartholomæus 1.
Bartholomæus I med det borgerlige navn Dimitrios Archondonis (født 29. februar 1940 på Imbros, Çanakkale) er siden 1991 ortodoks økumenisk patriark af Konstantinopel med sæde i Fener i Istanbul. Han er den 270. efterfølger af apostlen Andreas og dermed "første blandt ligemænd" for ca. 300 millioner ortodokse kristne i hele verden.
1. ↑  Navnet er anført på bokmål og stammer fra Wikidata hvor navnet endnu ikke findes på dansk.
2. ↑  Navnet er anført på engelsk og stammer fra Wikidata hvor navnet endnu ikke findes på dansk.
3. ↑  Navnet er anført på bokmål og stammer fra Wikidata hvor navnet endnu ikke findes på dansk.
4. ↑  Navnet er anført på engelsk og stammer fra Wikidata hvor navnet endnu ikke findes på dansk.
5. ↑  Navnet er anført på bokmål og stammer fra Wikidata hvor navnet endnu ikke findes på dansk.
6. ↑  Navnet er anført på svensk og stammer fra Wikidata hvor navnet endnu ikke findes på dansk.
7. ↑  Navnet er anført på svensk og stammer fra Wikidata hvor navnet endnu ikke findes på dansk.